# Yūshi Ozaki
Yūshi Ozaki (jap. 尾﨑 勇史, Ozaki Yūshi; * 24. März 1969 in der Präfektur Mie) ist ein ehemaliger japanischer Fußballspieler.

## Karriere
Ozaki erlernte das Fußballspielen in der Schulmannschaft der Yokkaichi Chuo Technical High School. Seinen ersten Vertrag unterschrieb er 1987 bei Yamaha Motors (Júbilo Iwata). Der Verein spielte in der höchsten Liga des Landes, der Japan Soccer League. Mit dem Verein wurde er 1987/88 japanischer Meister. 1993 wurde er mit dem Verein Vizemeister der Japan Football League und stieg in die J1 League auf. Mit dem Verein wurde er 1997 und 1999 japanischer Meister. Für den Verein absolvierte er 41 Spiele. Im November 2000 wechselte er zum Ligakonkurrenten Avispa Fukuoka. Am Ende der Saison 2001 stieg der Verein in die J2 League ab. Für den Verein absolvierte er 10 Erstligaspiele. 2002 wechselte er zum Erstligisten Sanfrecce Hiroshima. Am Ende der Saison 2002 stieg der Verein in die J2 League ab. Ende 2003 beendete er seine Karriere als Fußballspieler.

## Erfolge
Yamaha Motors/Júbilo Iwata
- Japan Soccer League

Meister: 1987/88
- J1 League

Meister: 1997, 1999
Vizemeister: 1998
- JSL Cup

Finalist: 1989
- J.League Cup

Sieger: 1998
Finalist: 1994, 1997
- Kaiserpokal

Finalist: 1989